# Pulvinaria nishigaharae
Pulvinaria nishigaharae är en insektsart som först beskrevs av Kuwana 1907.  Pulvinaria nishigaharae ingår i släktet Pulvinaria och familjen skålsköldlöss. Inga underarter finns listade i Catalogue of Life.